# Gornji Bučumet
Gornji Bučumet es un pueblo ubicado en la municipalidad de Medveđa, en el distrito de Jablanica, Serbia.

## Superficie
Posee una superficie de 5,708 kilómetros cuadrados.

## Demografía
Hasta 2011 la población era de 96 habitantes, con una densidad de población de 16,82 habitantes por kilómetro cuadrado.